# Šarlota Drahošová
Šarlota Drahošová (Krnčanová; Tajnasári, 1951. november 10.) levéltáros, igazgató.

## Élete
Csiffárról származik. Szülei Jozef Krnčan (1913-1987) és Mária Marková (1914-1991). 1958-1967 között a csánki nemzeti iskolában, majd a csiffári és a verebélyi kilencéves iskolában tanult. 1967-1970 között Verebélyen járt középiskolába, majd 1970-1972 között pozsonyi szakközépiskolába, ahol levéltár szakot tanult. 1972-1977 között a Comenius Egyetemen tanult történelem segédtudományai szakon. 1992-ben kapott mester fokozatot.
1977-1983 között a nyitrai állami levéltár szaklevéltárosa, majd 1983-2014 között az intézmény igazgatója volt, mely 1996-1997 között költöztette át székhelyét Nyitraivánkára.
Genealógiával, heraldikával és a nyitrai régió helytörténetével foglalkozott. A Genealogicko-heraldický hlas munkatársa. A Szlovák Levéltárosok Társaságának tagja, illetve a Slovenská genealogicko-heraldická spoločnosť tagja, 1999-től választmányi tagja, 2014-től tiszteletbeli tagja. Több szakmai bizottság tagja volt, illetve leltárak szerzője. Az Encyklopédia miesta a obcí Slovenska társszerzője.

## Elismerései
- 1992 Tatabánya polgármesterének díja
- 1996 Križko érem
- 2014 Nyitra polgármesterének díja[1]

## Művei
- 1992 Písomné pramene k dejinám Tatabáne v Štátnom oblastnom archíve v Nitre. Tudományos Füzetek 7. Tata, 45-46.
- 1998 Hospodárske dejiny Nitry v rokoch 1850-1918. In: Fusek, G. – Zemene, M. (eds.): Dejiny Nitry od najstarších čias po súčasnosť. Nitra, 260-272.
- 2001 Predarchívna starostlivosť a ochrana. Fórum archivárov 12/8-10, 6-8.
- 2002 Babindol – Bábindal. ISBN 80-968730-7-5 (szerk.)
- 2006 Archívne dokumenty podžupanského úradu Tekovskej a Nitrianskej župy k dejinám tlačiarní. In: Kniha 2006 – Zborník o problémoch a dejinách knižnej kultúry. Martin, 17-21.
- 2006 Podoby erbu Tekovskej stolice a Tekovskej župy v erbových listinách. In: Šišmis, M. (ed.): Erbové listiny
- 2007 Rodina Welsovcov a Audrey Hepburnová. Genealogicko-heraldický hlas 17/1, 30-33.
- 2009 Csiffár 1209-2009. Nitra. (tsz. Jozef Bátora – Ján Lukačka)
- 2011 Genealógia rodu Korec. In: Gavenda, M. (ed.): Nedokončené horizonty kardinála Korca. Bratislava, 202-205.
- 2014 Dejiny obce Telince. Nitra. ISBN 978-80-970612-5-8 (tsz. Peter Keresteš)
- 2016 Školstvo v Nitrianskej župe po prijatí zákona v r. 1868. In: Červenková, I. – Tvrdoňová, D.: Škola základ života – História školstva v archívnych dokumentoch. Bratislava, 62-67.